# Beatrice Harrison
Beatrice Harrison (* 9. Dezember 1892 in Roorkee/Indien; † 10. März 1965 in Smallfield) war eine englische Cellistin.

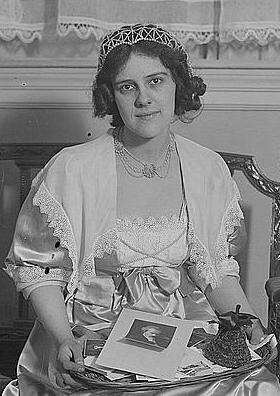
Beatrice Harrison

Harrison kam als Kind nach England. Sie studierte ab 1903 am Royal College of Music in London bei William Whitehouse. 1907 trat sie erstmals unter dem Dirigat von Henry Wood als Solistin auf. In Berlin studierte sie an der Hochschule für Musik bei Hugo Becker und gewann den Mendelssohn-Preis. 1910 begann sie ihre erste Europa-Tournee, 1913 und 1932 trat sie in den USA auf. Frederick Delius schrieb für sie und ihre Schwester May sein Doppelkonzert. Sie spielte auch 1919 die Uraufführung seiner Cellosonate und unter Eugene Goossens die britische Uraufführung seines Cellokonzerts. Weiterhin spielte sie die englische Uraufführung von Maurice Ravels Sonate für Violine und Cello, von Zoltán Kodálys Solosonate für Cello sowie die erste Radioaufführung von Edward Elgars Cellokonzert unter Leitung des Komponisten.
Die Geschwister Harrison gehörten zu den leitenden Figuren der englischen Musikszene in der ersten Hälfte des 20. Jahrhunderts: Beatrices Schwestern May und Margaret waren Violinistinnen, Monica Sängerin.